# Østershat
Østershat (Pleurotus) er en slægt af Basidiesvampe, som lever af at omsætte ved. Flere af slægtens arter er velkendte spisesvampe. Her omtales kun de arter, som er vildtvoksende eller dyrkede i Danmark.
| Arter |

- Almindelig Østershat (Pleurotus ostreatus)
- Korkagtig Østershat (Pleurotus dryinus)
- Sommer-Østershat (Pleurotus pulmonarius)
- Tragt-Østershat (Pleurotus cornucopiae)